# Loge (satèl·lit)
Loge, també conegut com a Saturn XLVI (designació provisional S/2006 S 5), és un satèl·lit natural de Saturn. El seu descobriment va ser anunciat per David C. Jewitt, Scott S. Sheppard, Jan Kleyna, i Brian G. Marsden el 26 de juny de 2006, a partir de les observacions fetes entre el 13 de desembre de 2004 i el 30 d'abril de 2006.
Loge té uns 6 quilòmetres de diàmetre i orbita al voltant de Saturn en una distància mitjana de 23.142.000 km en 1.314,364 dies, amb una inclinació de 166,5° respecte a l'eclíptica (165,3° respecte a l'equador de Saturn), en sentit retrògrad i amb una excentricitat de 0,1390.
Porta el nom de Loge, un gegant de foc de la mitologia nòrdica, fill de Fornjot (no confondre amb Loki).